# Europese weg 76
De Europese Weg 76 of E76 is een Europese weg die uitsluitend door Italië loopt.
Deze weg vormt een verbindingsweg tussen de E80 in Migliarino nabij Pisa en de E35 bij Firenze. De E76 volgt het traject van de Italiaanse A11 de A11, de Autostrada Firenze-Mare.